# Macromia corycia
Macromia corycia är en trollsländeart som beskrevs av Harry Hyde Laidlaw, Jr. 1922. Macromia corycia ingår i släktet Macromia och familjen skimmertrollsländor. Inga underarter finns listade i Catalogue of Life.